# Dendrobium corallorhizon
Dendrobium corallorhizon är en orkidéart som beskrevs av Johannes Jacobus Smith. Dendrobium corallorhizon ingår i släktet Dendrobium, och familjen orkidéer. Inga underarter finns listade i Catalogue of Life.